# Eric B. Knox
Eric B. Knox (1960) es un profesor, botánico estadounidense, Ph.D. de la Universidad de Míchigan, en 1993. Actualmente es investigador científico en el Departamento de Biología, de la Universidad de Indiana
y director del herbario de esa Universidad
donde optimizó los protocolos de laboratorio y estudió la flora de Indiana.

## Algunas publicaciones
- Knox, eric b.; robert r. Kowal. 1993. Chromosome Numbers of the East African Giant Senecios and Giant Lobelias and their Evolutionary Significance. Am. J. of Botany 80 (7 ): 847–853
- -------; jeffrey d. Palmer. 1995. Chloroplast DNA variation and the recent radiation of the giant senecios (Asteraceae) on the tall mountains of eastern Africa. Proc. of the National Academy of Sciences 92 (22 ): 10349–10354
- 2008. The use of hierarchies as organizational models in systematics. Biological J. of the Linnean Society 63 (1 ): 1-49

### Libros
- 2004. Adaptive Speciation. Ed. Cambridge University Press. 476 pp. ISBN 0-521-82842-2 en línea

- La abreviatura «E.B.Knox» se emplea para indicar a Eric B. Knox como autoridad en la descripción y clasificación científica de los vegetales.[4]